# Sofus Wolder
Sofus Julius Hans Henrik Wolder (født 11. april 1871 i Køge, død 13. juli 1914 på Frederiksberg) var en dansk skuespiller og filminstruktør. Han debuterede omkring 1907 hos Nordisk Film hvor han medvirkede i en lang række stumfilm indtil 1911. Senere i 1913 instruerede han selv omkring 30 stumfilm – hovedsageligt farcer og komedier.

## Filmografi

### Som skuespiller
- Dirkens Mester (ukendt instruktør)
- Boksekamp (ukendt instruktør)
- Ruth (ukendt instruktør)
- Fra Bagdad (1907)
- Vidundercigaren (som Hr. Hansen; ukendt instruktør, 1909)
- Et Budskab til Napoleon paa Elba (som budbringeren; instruktør Viggo Larsen, 1909)
- Anarkister ombord (instruktør Viggo Larsen, 1909)
- Arvingen til Kragsholm (instruktør Viggo Larsen, 1909)
- Den vanartede Søn (instruktør Viggo Larsen, 1909)
- Præstens Sønner (ukendt instruktør, 1909)
- Paul Wangs Skæbne (instruktør Viggo Larsen, 1909)
- Madame sans Gene (instruktør Viggo Larsen, 1909)
- Armbaandet (ukendt instruktør, 1909)
- Dødsspringet (instruktør Viggo Larsen, 1910)
- Duellen (instruktør Viggo Larsen, 1910)
- Diamantbedrageren (ukendt instruktør, 1910)
- Hvem er hun? (som lægen; instruktør Holger Rasmussen, 1910)
- Hovedrengøring i Hjemmet (som grosserer Pax; ukendt instruktør, 1910)
- Lotterigevinsten (ukendt instruktør, 1910)
- Mads i Staden (ukendt instruktør, 1910)
- Den hvide Slavehandels sidste Offer (som elegant herre; instruktør August Blom, 1911)
- Naar Hr. Bessermachen arbejder (ukendt instruktør, 1911)

### Som instruktør
- Frederik Buch som Dekoratør (1913)
- De Nygifte (1913)
- Ægteskabets tornefulde Vej (1913)
- Elskovs Gækkeri (1913)
- Frk. Studenten (1913)
- Frøken Anna og Anna Enepige (1913)
- Troskabsvædsken (1913)
- Privatdetektivens Offer (1913)
- Grossererens Overordnede (1913)
- Lykkens lunefulde Spil (1913)
- I Stævnemødets Time (1913)
- Elskovs Opfindsomhed (1913)
- Kongens Foged (1913)
- Kæmpedamens Bortførelse (1913)
- Den troløse Hustru (1913)
- Den tapre Jacob (1913)
- Den bortførte Brud (1913)
- De dumme Mandfolk (1913)
- Perlehalsbaandet (1914)
- Snustobaksdaasen (1914)
- I Kammerherrens Klæder (1914)
- Stop Tyven (1914)
- Hægt mig i Ryggen (1914)
- Under falsk Flag (1914)
- Jens Daglykke (1914)
- Karnevalsdjævelen (1914)
- Det svage Punkt (1914)
- Morderen (1914)
- Man skal ikke skue Hunden paa Haarene (1914)